# Hengstberg (Fichtelgebirge)
Der Große Hengstberg (651 m) ist ein Granitgipfel im Landkreis Wunsiedel im Fichtelgebirge, nahe der Grenze zur Tschechischen Republik. Er liegt östlich von Silberbach, einem Gemeindeteil der Stadt Selb.
Urkundlich wurde der Berg 1499 im Landbuch der Sechsämter erstmals genannt, der Name soll von Weideplatz abgeleitet sein. Südlich vorgelagert ist der Kleine Hengstberg (623 m), urkundlich 1477 „klein Henngstperg“ genannt.

## Geologie
Der größte Teil des Berges besteht aus Weißenstädter Porphyrgranit. Dieser tritt vor allem im Gipfelbereich in Form von größeren Blockfeldern in Erscheinung. Der Granit enthält zahlreiche bis zu zehn Zentimeter große Feldspateinsprenglinge. Dieser Feldspatgehalt bedingt den hohen Nährstoffgehalt der meist sehr tiefgründigen Braunerden. Lediglich im Norden und Westen des Hengstbergareals steht Aplit-Granit an. Die Böden sind dort infolge des höheren Quarzgehaltes im Aplit-Granit nährstoffärmere, stark saure, meist tiefgründige Braunerden mit Podsolierungserscheinungen.

## Pflanzen
Besonders beeindruckend ist der 50 Hektar große Buchenwald mit teilweise 350-jährigem Bestand. Der Artenreichtum an Pflanzen im Unterwuchs der Buchen wird auf den hohen Feldspatgehalt der Böden, die geringen Niederschläge, die schwache Rohhumusbildung an den Steilhängen und den vermutlich höheren Kalkgehalt der dort verwitterten Granite zurückgeführt. Es gedeihen Zahnwurz, Waldmeister, Fingerhut, Vogel-Nestwurz, Frühlingsplatterbse, Goldnessel, Weißwurz, Nickendes Perlgras und Flattergras.

## Naturschutz
Der Große Hengstberg ist Naturschutzgebiet und wurde von der Regierung von Oberfranken zum Naturwaldreservat Hengstberg erklärt. Außerdem wurde er zum Natura 2000-Gebiet (FFH 5839-302) bestimmt. Der Kleine Hengstberg ist ein geschütztes Naturdenkmal.

## Silberbrünnlein
Am Nordwesthang des Großen Hengstberges liegt das vom Ortsverein Selb des Fichtelgebirgsvereins gefasste Silberbrünnlein, der Ursprung des Silberbachs.
Eine Sage handelt von einem Köhler, der in der Nähe seinen Meiler hatte und einem kleinen Männlein ein Stück Brot schenkte. Als Dank dafür führte ihn der Zwerg in eine Halle mit Silberadern. Auf dem Boden lag viel Gold und Silber. Davon konnte er nehmen, so viel er wollte. Als er aber vergaß, ein Dankgebet zu sprechen, wie ihm geraten worden war, verwandelten sich die Schätze in seinen Hosentaschen in glühende Kohlen.

## Burgstall Kleiner Hengstberg
siehe Burgstall Kleiner Hengstberg